# El Sur (Córdoba)
El Sur fue un periódico español publicado en la ciudad de Córdoba entre 1932 y 1934.

## Historia
Fue fundado en 1932 como un órgano del Partido Socialista Obrero Español (PSOE) en la capital cordobesa. Sucedía al desaparecido diario Política, publicación que había sido afín al PSOE. El diario tenía una línea editorial marcadamente socialista aunque también se mantuvo cercano al republicanismo de izquierdas. Al frente de la publicación estuvo Fernando Vázquez Ocaña, que había sido redactor-jefe de Política. A lo largo de su historia el periódico atravesó no pocas dificultades económicas, así como denuncias y procesos judiciales, a pesar de lo cual siguió editándose. El gobierno radical-cedista de Alejandro Lerroux suspendió la circulación del diario tras los sucesos revolucionarios de octubre de 1934, y aunque reapareció brevemente, terminaría desapareciendo a finales de ese mes.